# Acrocephalus melanopogon

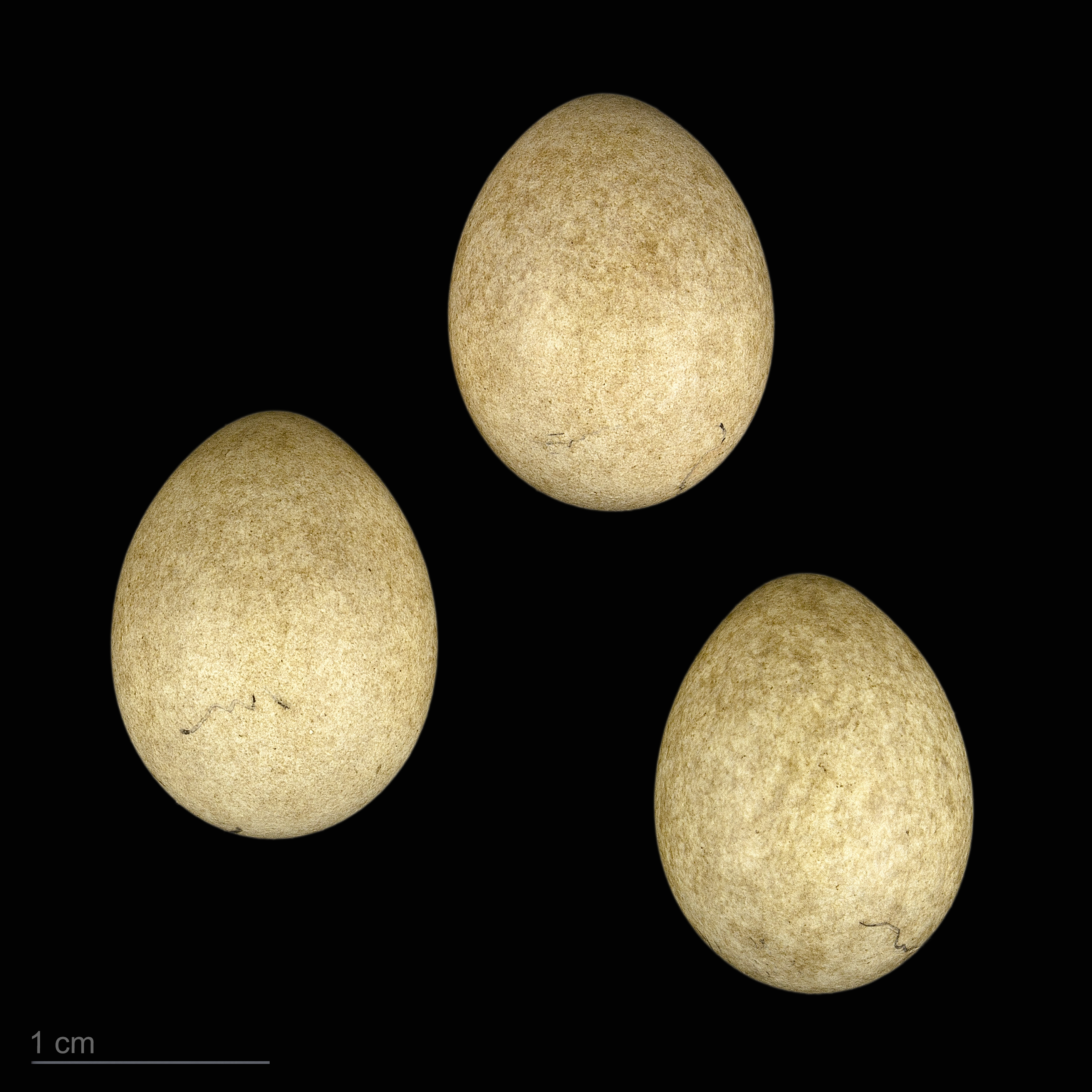
Uova di Acrocephalus melanopogon melanopogon - Museo di Tolosa

Il  forapaglie castagnolo  (Acrocephalus melanopogon (Temminck, 1823)) è un uccello della famiglia Acrocephalidae.

## Sistematica
Il forapaglie castagnolo ha tre sottospecie:
- Acrocephalus melanopogon melanopogon
- Acrocephalus melanopogon mimicus
- Acrocephalus melanopogon albiventris